# ФК «Ньютон Хит (Ланкашир энд Йоркшир Рейлуэй)» в сезоне 1886/1887
Сезон 1886/87 стал для футбольного клуба «Ньютон Хит (Ланкашир энд Йоркшир Рейлуэй)» первым сезоном, в котором клуб принял участие в общенациональном турнире, Кубке Англии. До этого клуб выступал лишь в региональных турнирах, Кубке Ланкашира и Кубке Манчестера.

## Кубок Англии
В сезоне 1886/87 «Ньютон Хит» впервые сыграл в Кубке Англии. Соперником «язычников» в первом раунде стал клуб «Флитвуд Рейнджерс». Матч завершился вничью со счётом 2:2, оба гола за «Ньютон Хит» забил Джек Даути. После завершения 90 минут матча главный арбитр назначил дополнительное время, но капитан «Ньютон Хит» Джек Пауэлл отказался играть, настаивая на назначении переигровки. «Флитвуд» пожаловался в Футбольную ассоциацию, которая присудила «язычникам» техническое поражение за отказ подчиняться требованиям судьи. После этого «Ньютон Хит» в знак несогласия с решением Футбольной ассоциации решил бойкотировать Кубок Англии, что продолжалось до 1889 года.
| Дата | Раунд   | Соперник          | Д / В | Счёт | Авторы голов за «Ньютон Хит» | Зрители |
| --- | ------- | ----------------- | ----- | ---- | ---------------------------- | ------- |
| 30 октября 1886 | Раунд 1 | Флитвуд Рейнджерс | В     | 2:2  | Джек Даути (2)               | 2000    |
| Состав «Ньютон Хит»: Бэкетт (вр), Пауэлл, Митчелл, Берк, Дж. Дейвис, Хауэллс, Эрп, Лонгтон, Дж. Даути, Готеридж, Э. Дейвис |         |                   |       |      |                              |         |

## Кубок Манчестера и окрестностей
«Ньютон Хит» принял участие в розыгрыше Кубка Манчестера и окрестностей в ранге действующего обладателя титула. В трёх начальных раундах «язычники» одерживали победы с крупным счётом: «Хули Хил» был повержен со счётом 7:0, «Гортон» был разгромлен 11:0, а «Гортон Вилла» уступила со счётом 8:0.
В полуфинале «Ньютон Хит» впервые в своей истории участия в Кубке Манчестера сыграл на выезде. Соперником «язычников» стал клуб «Тен Эйкрз». Благодаря голу Роджера Даути «Ньютон Хит» праздновал победу с минимальным счётом и вышел в финал. Соперником по финалу стал «Уэст Манчестер», который одержал победу со счётом 2:1.
| Дата            | Раунд     | Соперник       | Д / В | Стадион                 | Счёт | Авторы голов за «Ньютон Хит»                                                            | Зрители |
| --------------- | --------- | -------------- | ----- | ----------------------- | ---- | --------------------------------------------------------------------------------------- | ------- |
| 12 февраля 1887 | Раунд 1   | Хули Хилл      | Д     | Норт Роуд               | 7:0  | Э. Дейвис, Уотмоу, Берк, Готеридж (2), неизвестно (2)                                   |         |
| 19 февраля 1887 | Раунд 2   | Гортон         | Д     | Норт Роуд               | 11:1 | Э. Дейвис (2), Уотмоу, Берк, Райт, Джо Дейвис (2), Готеридж, Джек Даути, Бейтс, автогол |         |
| 19 марта 1887   | Раунд 3   | Гортон Вилла   | Д     | Норт Роуд               | 8:0  | Джек Даути (3), Райт, Бейтс, Готеридж, Г. Дейвис                                        | 6000    |
| 2 апреля 1887   | Полуфинал | Тен Эйкрз      | В     | Херст                   | 1:0  | Роджер Даути                                                                            | 7000    |
| 23 апреля 1887  | Финал     | Уэст Манчестер | B     | Уолли Рейндж, Манчестер | 1:2  | Готеридж                                                                                | 4000    |

## Товарищеские матчи
| Дата             | Соперник            | Д / В | Счёт | Авторы голов за «Ньютон Хит»                                | Зрители |
| ---------------- | ------------------- | ----- | ---- | ----------------------------------------------------------- | ------- |
| 4 сентября 1886  | Нортвич Виктория    | В     | 0:5  |                                                             |         |
| 11 сентября 1886 | Освальдтуисл Роверс | Д     | 2:4  | Готеридж, неизвестно                                        | 1000    |
| 18 сентября 1886 | Стэнли (Ливерпуль)  | В     | 2:0  | Джо Дейвис, Лонгтон                                         |         |
| 25 сентября 1886 | Херст               | В     | 1:3  | неизвестно                                                  | 4500    |
| 2 октября 1886   | Манчестер           | Д     | 8:1  | Джек Даути (2), Готеридж (2), Джо Дейвис (2), Берк, Лонгтон | «много» |
| 9 октября 1886   | Освальдтуисл Роверс | В     | 2:1  | неизвестно                                                  |         |
| 16 октября 1886  | Ротенстолл          | В     | 3:3  | неизвестно                                                  |         |
| 23 октября 1886  | Берзлем Порт Вейл   | Д     | 4:0  | неизвестно                                                  | 3500    |
| 6 ноября 1886    | Блэкберн Олимпик    | Д     | 4:2  | Дж. Митчелл, Джек Даути, Берк, Готеридж                     | 3000    |

## Матчи резервного состава
| Дата           | Турнир                | Соперник             | Д / В | Счёт |
| -------------- | --------------------- | -------------------- | ----- | ---- |
| 2 октября 1886 | Малый кубок Ланкашира | Гиллибранд Рейнджерс | В     | 1:7  |

## Трансферы

### Пришли в клуб
| Дата      | Поз. | Имя          | Из клуба            | Прим. |
| --------- | ---- | ------------ | ------------------- | ----- |
| Июнь 1886 | Нап  | Джек Даути   | Друидс              | [ 4 ] |
| Июнь 1886 | Хав  | Роджер Даути | Друидс              | [ 5 ] |
| 1886      | Хав  | Джо Дейвис   | Друидс              | [ 6 ] |
| 1886      | Хав  | Том Берк     | Ливерпуль Кэмбрианс | [ 7 ] |
| 1886      | Нап  | Эбер Дейвис  | неизвестно          | [ 8 ] |
| 1886      | Защ  | Джек Пауэлл  | Болтон Уондерерс    | [ 9 ] |